# 트라스테베레

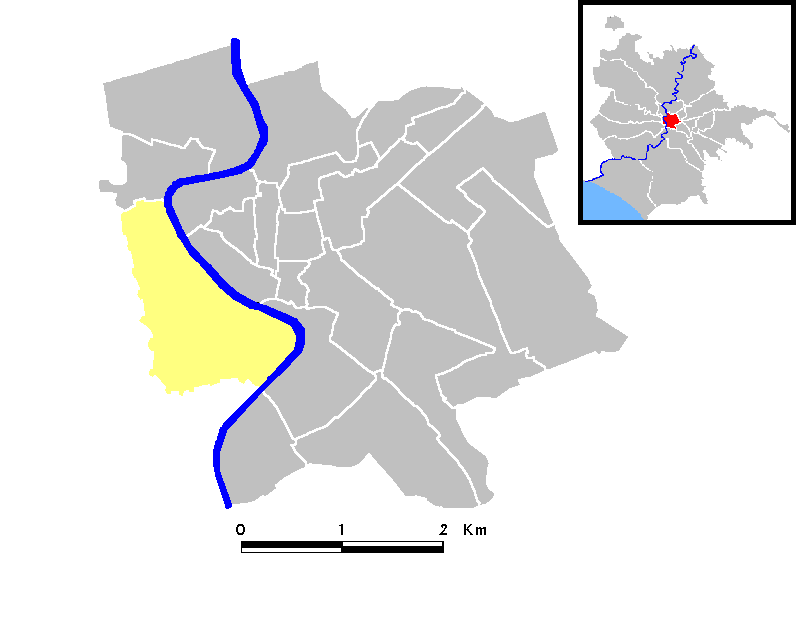
트라스테베레의 위치

트라스테베레(이탈리아어: Trastevere)는 이탈리아 로마의 리오네다. R. XIII라고 표기되며, 로마 1구에 속한다.